# Mier-leeuw

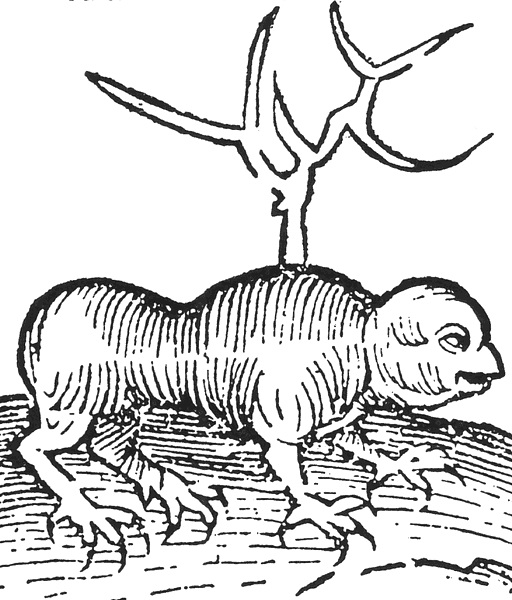
Tekening van een mier-leeuw uit 1491

Een mier-leeuw is een fabeldier van klein formaat, dat in enkele bestiaria en andere boeken uit de middeleeuwen wordt genoemd, onder anderen door Gregorius de Grote, Isidorus van Sevilla en Vincent van Beauvais. Het wordt door deze auteurs formicaleon, formicaleun of mirmicioleon genoemd. De mier-leeuw zou het lichaam van een mier en het hoofd van een leeuw hebben, doordat hij een kruising is tussen de twee dieren. Hij eet geen planten omdat zijn kop alleen vlees eet, en hij eet geen vlees omdat zijn lichaam alleen plantaardig voedsel verteert. Daardoor verhongert hij, met de dood tot gevolg.
De mierenleeuw is een dier dat echt bestaat, maar het is geen kruising tussen een mier en een leeuw.